# Wanda Gołębiowska
Wanda Gołębiowska (ur. 1948 w Krakowie, zm. 12 marca 2006 tamże) – polska działaczka społeczności żydowskiej, wieloletnia przewodnicząca krakowskiego oddziału Towarzystwa Społeczno-Kulturalnego Żydów w Polsce.
Córka Mieczysława Gołębiowskiego i Aliny Fiszgrund z domu Birnbaum (1921–2006). Była członkiem Gminy Wyznaniowej Żydowskiej w Krakowie. Pochowana jest na cmentarzu Batowickim.